# 日比谷健次郎

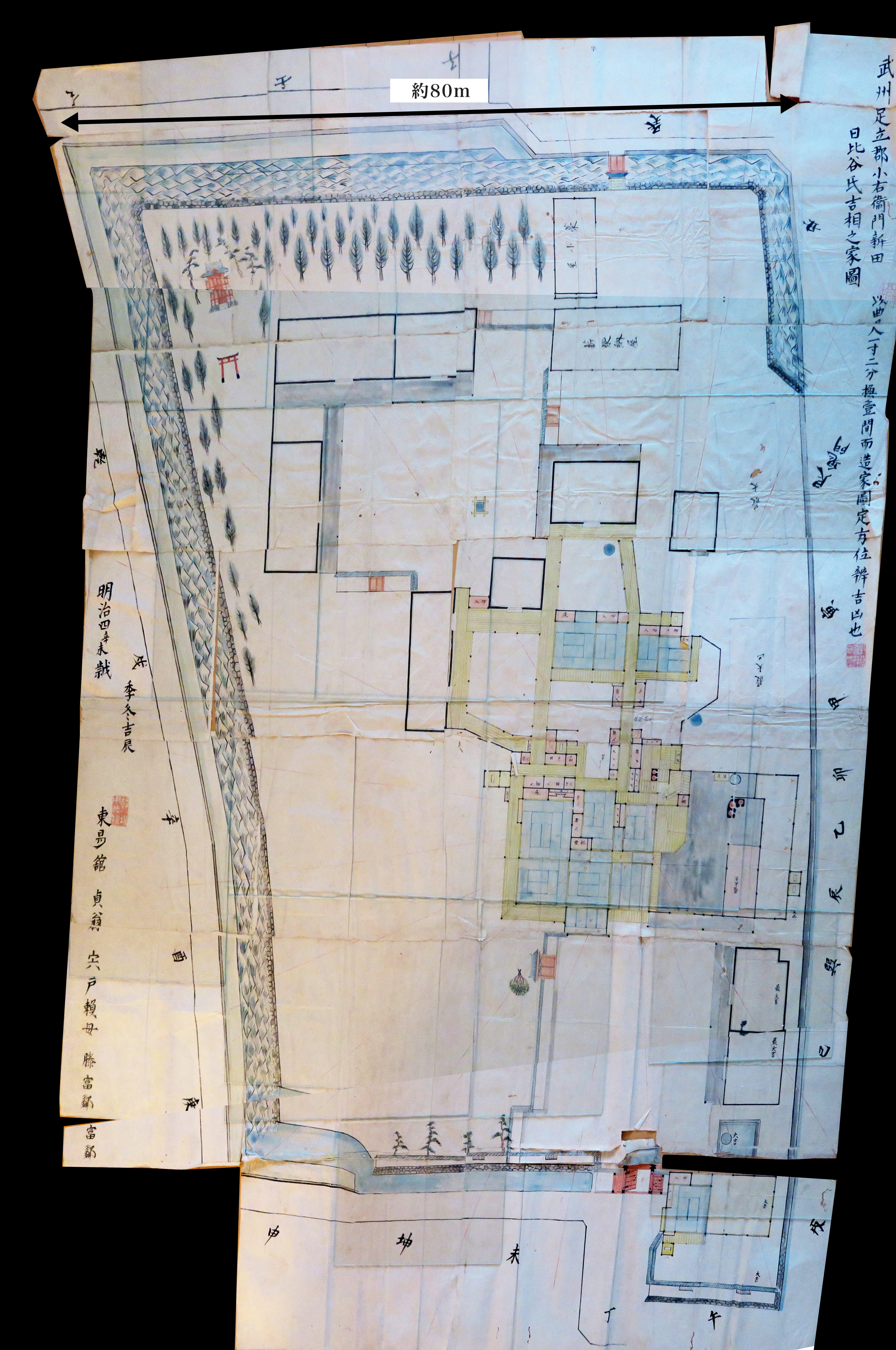
宍戸頼母による明治四年の家相図

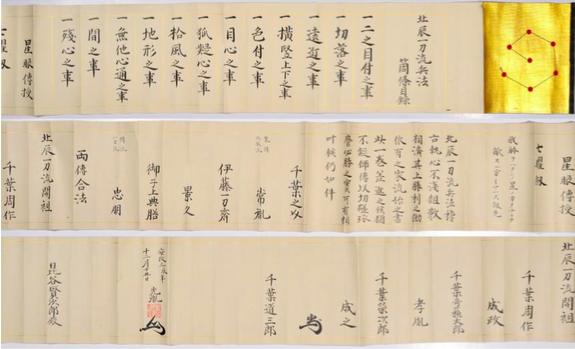
北辰一刀流免許状

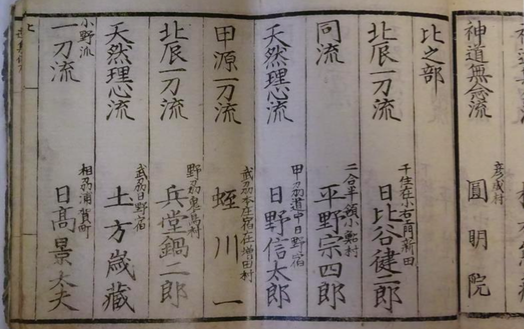
武術英名録

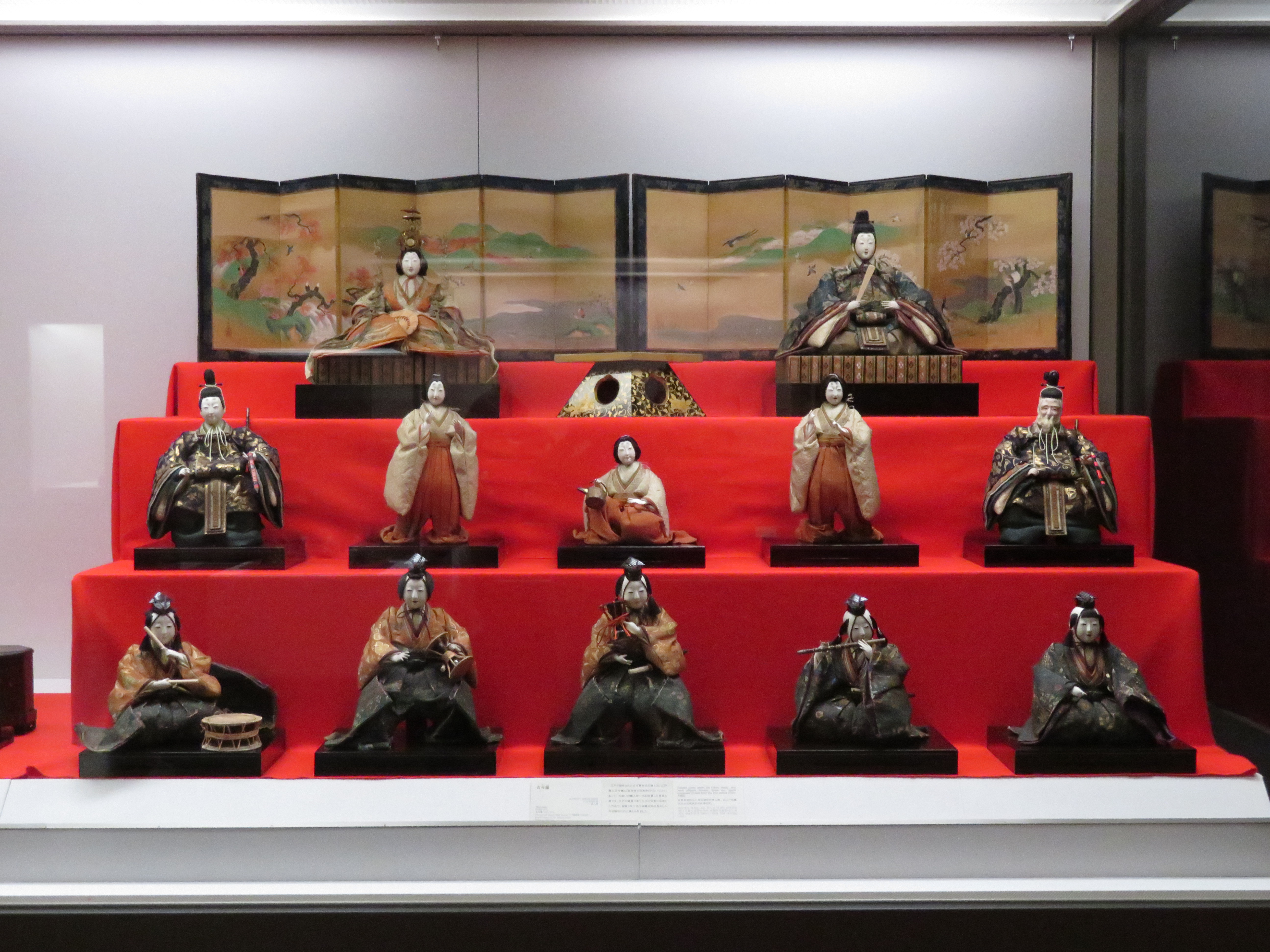
古今雛 日比谷家伝来

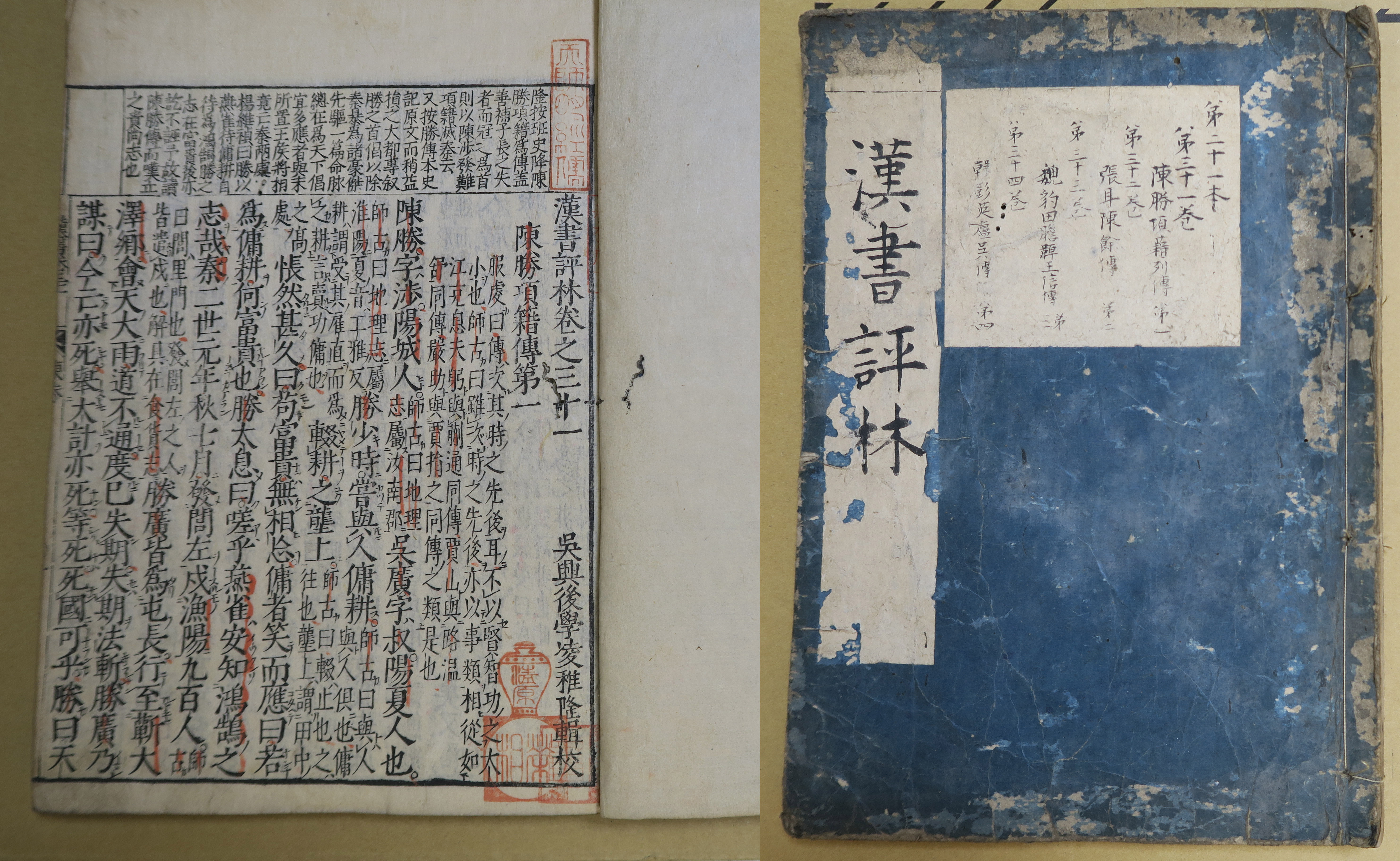
漢書評林 船橋経賢蔵書印

牧野隆幸先生顕彰碑(拓本)日比谷健次郎撰文

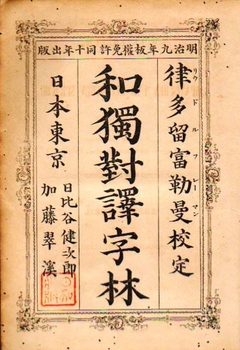
和獨對譯字林(和独対訳字林)

日比谷 健次郎（ひびや けんじろう、天保7年（1836年） - 明治19年（1886年）1月15日）または日比谷 健治郎は、幕末の武蔵足立の草莽の郷士。諱名は貞尚。家紋は丸に違い鷹の羽。北辰一刀流の免許皆伝。明治10年（1877年）に、加藤翠溪と共に、日本で最初の和独辞書『和獨對訳字林（和独対訳字林）』を出版した。
戸籍上の表記は「健次郎」であり、「健治郎」の表記は家系図や自筆のサインなどに見られる。
公式ホームページが2022年4月に開設された。

## 出自
天保7年（1836年）、武蔵国足立郡の幕領（幕府直轄）淵江領
小右衛門新田（現在の東京都足立区中央本町）に、日比谷多津（日比谷大治郎五女）と養子佐吉との間に長男として生まれる。明治19年（1886年）1月没。福澤諭吉と同世代。
日比谷家は徳川家康の江戸入府以前からの郷士であり、正徳3年（1713年）の「小右衛門大明神縁起」によれば、元和2年（1616年）に日比谷小左衛門が渡辺小右衛門らと共に小右衛門新田の開発に当たっている。
健次郎より5代前の勘十郎家尚の時代に分家し、屋号を山大（やまだい）と称した。淵江領の灌漑は享保以降、見沼代用水東縁用水路の恩恵に与っていた。宝暦8年（1758年）に、この末端の用悪水堀（現在の中央本町の東端を通っていた）の浚渫を巡って隣接する村同士で出入りがあったという。その翌年、健次郎より4代前の次郎右衛門貞教が、淵江領小右衛門新田の惣代名主となり、以後代々、幕府の行政組織の一端を担う。日比谷家代々の墓所は足立区島根の安穏寺にある。
日比谷健次郎の家に寄食していた仙台藩の易学者宍戸頼母が、明治4年（1871年）に描いた日比谷家の図面（家相図）が残されている。南北約120メートル、東西約80メートル、三方が堀に囲まれ、南側の壁には矢狭間が描かれている。戦国の郷士の館の雰囲気を残している。

## 剣豪・文武両道
世の中が騒然となる幕末に、健次郎は安政3年12月15日（1957年1月10日）に20歳（数え歳）で北辰一刀流の免許皆伝となった。免許状が残されている。武術英名録 の「ひ」の部には土方歳三と並んで日比谷健二（次）郎の名前がある。屋敷内部に剣道場を有し、多くの弟子がいた。郷士の家として、幕末には、鉄砲、刀、刺又などの武具があった。健次郎は慶應4年（1868年）の上野の彰義隊の戦いのおりには、綾瀬に敗走してきた近藤勇や土方歳三に会いに行ったと、伝聞として伝わっている。漢籍教養の豊な人でもあり、『漢書評林』などの本を手元に置き書画を愛好した。嘉永の頃には、谷文晁の弟子の船津文淵が逗留し、琳派様式の小襖絵を残している。

## 日比谷家伝来の雛人形
日比谷家伝来の雛人形「古今雛（江戸製雛人形）」は東京国立博物館にて、2018年2月27日より3月18日まで展示される。これは、日比谷健次郎が安政7年(1860)に、長女「しん」の初節句のためにあつらえたものである。奇しくも，井伊大老が江戸城での節句のために登城中に，桜田門外で襲撃された、その節句である。当時、商品として売られていた雛人形には、大きさに制限（高さ 8寸）があったが、それよりかなり大きな特注品である。作者は不明ではあるが、当時、流通していた雛人形とは別の風格を有する。
江戸製であること、一人の作者による大型の人形一式が伝えられていること、箱書きに「安政七年　春三月」とあり、制作年代がわかること、誰のために誂えられたものかわかることから、美術的評価とともに、歴史学や文化史の上からも貴重な史料と評価することができる。

## 地域のために
日比谷健次郎は儒教の精神に則り、地域社会への貢献をしている。信州牧村出身の牧野隆幸は、嘉永元年（1848年）に江戸に出て漢学を修めた。安政3年に二郷半領道庭の岡田忠右衛門家に3年留まり、その後、安政6年（1859年）に小右衛門新田の健次郎宅に1年、さらに、萬延元年（1860年）からは、花又村（現在の足立区花畑）にある健次郎の父佐吉の実家である鈴木重兵衛家の世話で私塾を開き、25年にわたって500人の子弟に教育を行った。また、その娘久真も優れた人で、漢学、洋学、数学、裁縫など、牧野隆幸が忙しいときは、代わって教えたという。明治18年（1885年）8月27日に没した牧野隆幸の遺徳を偲ぶ石碑が、教え子たちにより同年11月27日に、花畑の実性寺に建てられている。撰文は日比谷健次郎による。、。
明治13年（1880年）6月に日比谷健次郎の義父加藤翠渓と娘の日比谷晁（健次郎の妻）の2名は、戸ヶ崎の渡し（北葛飾郡戸ヶ崎村と南埼玉郡大瀬村との間の古利根川）に架橋することを県に提案し、私費を投じてこれを行った。竣工時に、加藤家と加藤翠渓の次男・佐藤乾信が養子に入っている対岸の佐藤家とに因んで「藤橋」と名付けられた。河川改修に伴い古利根川の蛇行部は埋め立てられ、直線化された中川となり藤橋は廃された。現在は潮止橋にその機能が移っている。『三郷市史』では、橋の完成によって大きな恩恵を受けるわけでもない、東京府下南足立郡小右衛門新田の日比谷晁が、この橋の建設にどのような関わりをもったのか不明であると指摘している。当時の名主たちのノブレス・オブリージュと言えよう。

## 『和獨對譯字林（和独対訳字林）』と近代日本への関わり
明治10年（1877年）10月19日に、日本で最初の和独辞書『和獨對訳字林』（1098ページ）が出版された。ルドルフ・レーマンを校定者とし、編者は齊田訥於、那波大吉、國司平六の3名である。勝海舟が跋を寄せている。後に東京女高師の学長となる中村正直による序文には、日比谷健次郎と加藤翠渓が一切の費用を負担したとある。この辞書については、鈴木および橋本による解説がある。
安政6年（1859年）に来日したアメリカ長老教会の宣教師ジェームス・カーティス・ヘボン（James Curtis Hepburn）が慶應3年（1867年）に出版し、明治5年（1872年） に増補出版された『和英語林集成』を、忠実にドイツ語に訳した書である。ヘボンの辞書編纂事業に連なる出版物である。
独和辞書は比較的数があるもの、和独辞書は数が少ない。その中で最初に刊行されたことに大きな意味がある。洋書の輸入と出版を業とする丸善を起業した早矢仕有的の一族である民治の記憶によると、同社が刊行した最初の書籍は、明治9年（1876年）上梓された『開化先導民家要文』とのことである。一方、同社の図書目録によれば明治12年（1879年）が最初の出版とされている。したがって、この辞書は日本国内の印刷ではなく、『和英語林集成』などと同様に上海で印刷された可能性がある。
勝海舟、中村正直、早矢仕有はいずれも福澤や森を中心とする明六社のメンバーであった。同時に、勝海舟は加藤翠渓の次男佐藤乾信と交流があった。
このような関係から、旧幕時代から外交に責任のある立場にあり、辞書の重要性を認識していた勝に跋文を依頼することは容易でもあったろう。日比谷健次郎と加藤翠溪が明六社の人脈に近いところで、開花期のアカデミズムを経済的に支援していたことが理解できる。
日比谷健次郎は、安政5年（1858年）の神奈川条約の締結後、横浜にやってきた米国人宣教師で医師のヘボン（James Curtis Hepburn）や女性宣教師のジュリア・クロスビー（Julia Neilson Crosby）、ベントン（Lydia Evelina Benton）などと交際があった。これらの人々が健次郎を訪問したと、伝聞として残されている。ヘボンは日本語をローマ字で記すための「ヘボン式」ローマ字表記法を作ったこと、最初の和英辞書である『和英語林集成』を作ったこと、聖書の日本語訳を初めて行ったことで知られている
。
クロスビーは現在の横浜共立学園の前身である「共立女学校」の設立に関わっている。宣教師ジェームス・クレイグ・バラの妻となったベントンは、横浜に「お茶場学校（後の住吉学校）」を設立している。

## まとめ・草莽
日比谷健次郎は郷士の文化を受け継ぐ幕末の豪農として、書画を愛で、漢籍教養に基づく文武両道の人であった。剣道の腕前は北辰一刀流の免許皆伝であった。時代の先を読み、地域のみならず明治維新の日本の発展と近代化のために、民間の立場で貢献している。
その背景となっているのは、草莽の思想であろう。しかし、江戸近郊にある者として、また、幕領淵江領の行政の末端にある者として、時の流をよく見ていた筈である。安政2年（1855年）10月の江戸直下型大地震を自身で体験している。江戸の市街の大半を焼き尽くして多くの死傷者を出しただけでなく、日比谷入江を埋め立てた土地（大名小路）に立つ大名屋敷の多くが倒壊したことや、江戸城の石垣が崩壊したのも、千葉道場に通うかたわら見ていたことになる。万延元年（1860年）の大老井伊ならびに文久2年（1862年）の老中安藤と、相次ぐ幕閣に対するテロも起きた。大名たちが京都に呼び出されるということも、行政の末端として知りえた情報であろう。すなわち、幕府の権威の失墜である。さらに、開国によりもたらされた、恐怖とも言うべき感染症の流行も見ていた。
その中にあって、日比谷健次郎には、「仕官すべきか郷士として自活すべきか」という選択を迫られた、小右衛門新田開発の頃の先祖の記憶でもいうべきものが蘇ったのであろう。江戸に近いこともあって、冷静に時代の流れを見ていたことになる。「国を支えて国を頼らず」

という福澤諭吉にも近い哲学があり、明治の開化期の日本が求めるものとしての『和獨對譯字林』の出版を金銭面から全面的に支援したものと理解される。
なお、明治・大正期に富士紡や鐘紡の設立に関わった日比谷平左衛門は、文化初年（19世紀初頭）に足立を出て江戸に移った遠縁である。

## 日比谷健次郎を題材とした作品
- 穂高健一『紅紫の館』（未知谷 、2020年12月） ISBN 978-4896426281